# William Lever
William Hesketh Lever, primer vizconde de Leverhulme (19 de septiembre de 1851 - 7 de mayo de 1925) fue un industrial químico y político británico, fundador de una fábrica de jabones que sería una de las empresas que dio origen a Unilever, que ha llegado a ser una de las mayores compañías multinacionales en los sectores de la alimentación y de los productos de limpieza. 

## Semblanza

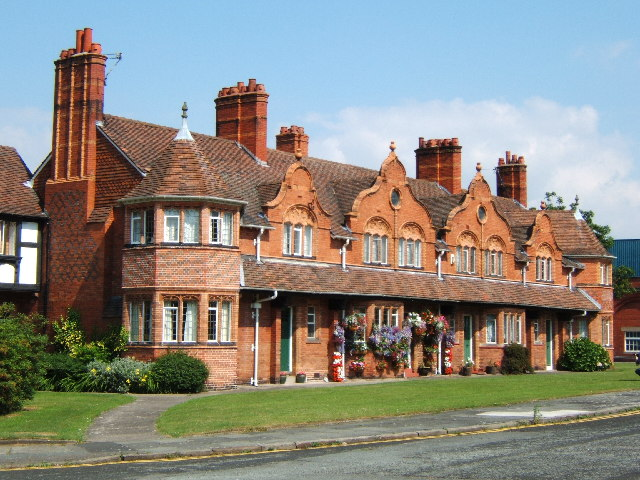
Casas en Port Sunlight

Lever nació 1851 en la ciudad de Bolton Era el mayor de los siete hijos de James Lever (1809-1897) de un pequeño comerciante minorista. Su madre, Eliza Hesketh, era hija de un gerente de una fábrica de algodón. Asistió a escuelas privadas y Bolton Church School antes de empezar a trabajar en la tienda de su padre como aprendiz. En 1885 fundó la fábrica de jabón Lever Brothers con su hermano menor James Darcy Lever (1854-1916), de la que surgiría en 1930 la empresa Unilever, tras su fusión con la empresa de margarina holandesa Margarine Unie. Su primera fábrica estaba localizada en Warrington, en la que producían jabón a partir de glicerina y de aceites vegetales como el aceite de palma en lugar de grasa animal, una invención de su socio, el químico William Hough Watson. Lanzaron la marca de jabón Sunlight, que pronto se hizo muy conocida, y con el cambio de siglo, introdujeron otras marcas como Lifebuoy, Lux y Vim. William Lever fue el impulsor del vertiginoso crecimiento del negocio a finales del siglo XIX. En 1888 la empresa ya vendía 450 toneladas de jabón a la semana. Pronto tuvieron sus propias plantaciones de aceite de palma en el Congo Belga (donde fundaron la ciudad de Leverville, actualmente conocida como Lusanga) y en las islas Salomón, distribuyendo sus productos por todo el mundo.
También era conocido por cuidar a sus empleados, y entre 1888 y 1914 construyó Port Sunlight en Merseyside, una urbanización modelo para sus trabajadores. El propio Lever vivía allí, en su casa de campo conocida como Thornton Manor, que compró en 1894. Tuvo varias otras propiedades en el campo y una casa (The Hill) en Hampstead (Londres). También compró la isla de Lewis en las Hébridas Exteriores.
De 1906 a 1909 fue miembro de Partido Liberal en la Cámara de los Comunas por el concejo de Wirral. El 6 de julio de 1911 fue ennoblecido como Baronet de Thornton Manor en la parroquia de Thornton Hough en el Condado de Chester. El 21 de junio de 1917, recibió el título de Baron Leverhulme como "Par", de Bolton-le-Moors en el Condado Palatino de Lancaster, tomando posesión de un asiento en la Cámara de los Lores. En 1917 ejerció como comisario de Lancashire y como alcalde de Bolton de 1918 a 1919. El 27 de noviembre de 1922, también se le otorgó el título de vizconde Leverhulme de las Islas Hébridas Exteriores en los Condados de Inverness y de Ross y Cromarty.
En 1924 recibió la Medalla Messel de la Sociedad de la Industria Química.
De su matrimonio con Elizabeth Ellen Hulme el 15 de abril de 1874, tuvo un hijo y heredero, William Hulme Lever (segundo vizconde Leverhulme), quien lo sucedió en la compañía química y heredó el título nobiliario.

## Mercado británico
En 1905, muchas de las materias primas empleadas en la fabricación de jabón estaban siendo utilizadas por los fabricantes de margarina y otros productos nuevos, y a principios de 1906 estaba claro que este aumento de la demanda no era temporal y los precios subieron bruscamente. La preocupación en la industria de la fabricación de jabón fue generalizada, y la competencia se volvió feroz, lo que provocó aumentos en los gastos de publicidad que solo sirvieron para exacerbar una situación ya crítica. El propio Lever consideró, y luego rechazó, algunas alteraciones bastante drásticas de la fórmula de su jabón; finalmente se decidió reducir el peso de la barra estándar. En julio de 1906 se le pidió que asistiera a una reunión en Liverpool, convocada por un grupo de fabricantes de jabón con base en el norte de Inglaterra. El resultado fue un acuerdo para poner en marcha cambios que cartelizarían efectivamente la industria al sofocar la competencia y controlar los precios de venta al consumidor.
En octubre, varios periódicos publicaban artículos sobre el Soap Trust y algunos comenzaron a presentar a Lever como el personaje principal de una infame conspiración. La campaña tuvo un impacto sorprendentemente rápido y negativo, particularmente en los negocios de Lever Brothers, cuyas ventas habían caído un sesenta por ciento en noviembre de 1906. Tras una reunión de todas las empresas involucradas en la alianza, pero sin la aprobación incondicional del propio Lever, se tomó la decisión de poner fin a la organización. La mayoría de los miembros del cartel fallido acabaron con su reputación y sus estados financieros seriamente dañados.

Lever demandó por difamación a los periódicos, y un juez de Liverpool le dio la razón. Al final, recibió una indemnización de 50.000 libras esterlinas del Daily Mail, más alrededor de otras 40.000 libras de otros medios. Esta victoria se celebró con un día festivo en Port Sunlight, donde Lever se dirigió alegremente a sus empleados, que vitorearon y aplaudieron a su patrón.

## Expansión del negocio

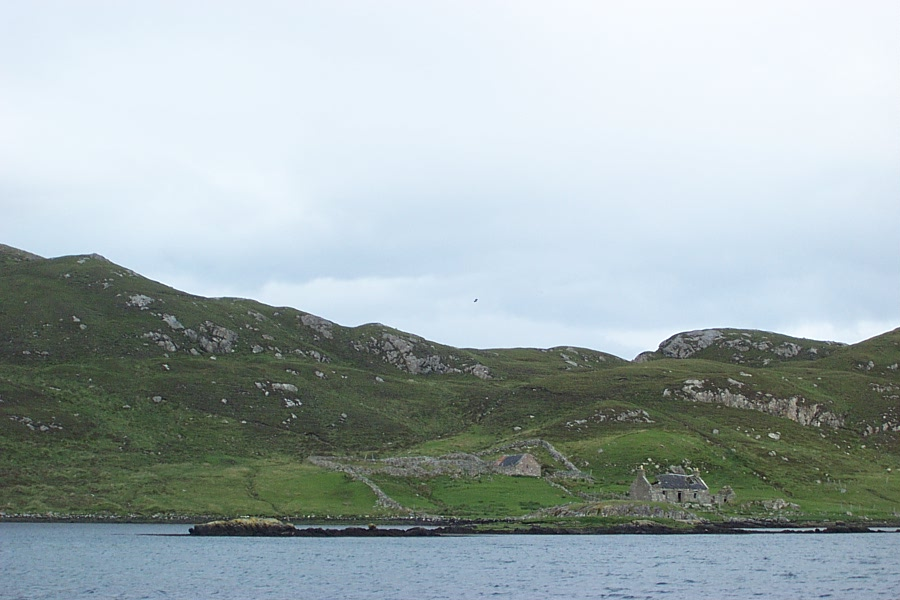
Casa abandonada en la isla de Lewis

El éxito de la estrategia publicitaria de Lever le llevó al establecimiento de la primera planta de fabricación en el extranjero en Suiza, 'Savonneries Helvetia', país donde se utilizó la incipiente industria del cine como herramienta publicitaria. El éxito de esta empresa llevó, en 1900, al establecimiento de fábricas en Suiza, Alemania, Canadá, Estados Unidos, Holanda y Australia con varias otras planeadas, mientras que la marca Sunlight se había fortalecido con la incorporación de Lifebuoy, Vim y Lux.
Lever fue un defensor de la expansión del imperio británico, particularmente en África y Asia, de donde obtenía el suministro de aceite de palma, un ingrediente clave en su línea de productos. A pesar de las buenas intenciones de Lever, que había obtenido la concesión de 750.000 hectáreas de bosque para producir aceite de palma en el Congo Belga, los bajos salarios y las duras condiciones de las labores agrícolas hicieron que finalmente se recurriera al trabajo forzoso promovido por la administración colonial belga, de forma que su empresa se vio asociada a partir de 1911 con el trabajo esclavo y las atrocidades cometidas en la colonia africana.
En mayo de 1918, por entonces semi-jubilado, Wiliam Lever compró la isla de Lewis por 167.000 libras, y a finales de 1919 también adquirió la propiedad de Harris por otras 36.000 libras; ambas en las islas Hébridas Exteriores, en Escocia. Su propósito era establecer una moderna industria pesquera grande y próspera. Aunque la localidad de Stornoway tenía un buen puerto, el proyecto presentaba muchas desventajas. Su lejanía generó costos de transporte adicionales para el hielo, el combustible, los fletes y cualquier otra cosa que tuviera que ser importada, así como para los productos pesqueros. Estos problemas, sumados a las desavenencias con los pobladores de las islas, hicieron que al poco tiempo se vendiera la mayor parte del terreno para intentar recuperar la inversión realizada. Lever murió en mayo de 1925, y muy poco después, la Junta de Lever Brothers dio órdenes para que se detuviera todo el desarrollo de Harris, cancelándose el plan para las islas occidentales sin apenas haber obtenido resultado alguno.

## Mecenazgo
Comenzó a coleccionar obras de arte en 1893, cuando compró una pintura de Edmund Blair Leighton. El rival de Lever en la industria del jabón, A & F Pears, había tomado la iniciativa en el uso del arte en la publicidad comprando pinturas como "Bubbles" de John Everett Millais para promocionar sus productos.
La respuesta de Lever fue adquirir obras igualmente ilustrativas, y más tarde compró 'The New Frock' de William Powell Frith para promocionar la marca de jabón Sunlight. En 1922 fundó la Lady Lever Art Gallery en Port Sunlight (Cheshire), que dedicó a su difunta esposa Elizabeth.

## Vida personal y membresías
- Lever pertenecía a la iglesia congregacional y era religioso. Había frecuentes lecturas familiares de la Biblia, era abstemio y no fumaba. También aplicó sus principios a la vida empresarial.

- Había sido un miembro activo de la francmasonería desde 1902. En 1907 fue elevado al grado de maestro. Fundó la "Leverhulme Lodge, No. 4438" y ocupó el cargo de Gran Maestro de la "Gran Logia de Cheshire".[28]

- También era un conocido mecenas, y cuando dejó la Leverhulme Trust se dedicó a promover la ciencia y la educación. El fideicomiso otorga las medallas Leverhulme.